# Finale della Coppa CERS 1982-1983
La finale della 3ª edizione della Coppa CERS fu disputata in gara d'andata e ritorno tra gli italiani dell'Amatori Vercelli e i connazionali dell'AFP Giovinazzo. Con il punteggio complessivo di 13 a 6 fu l'Amatori Vercelli ad aggiudicarsi per la prima volta nella storia il trofeo.

## Le squadre
| Squadre          | Partecipazioni precedenti (il grassetto indica la vittoria) |
| ---------------- | ----------------------------------------------------------- |
| Amatori Vercelli | Nessuna                                                     |
| AFP Giovinazzo   | Nessuna                                                     |

## Il cammino verso la finale
L'Amatori Vercelli si qualificò alla finale con i seguenti risultati:
- Primo turno: eliminato il Darmstadt (vittoria per 9-5 all'andata e per 10-3 al ritorno);
- Quarti di finale: eliminato il Belenenses (sconfitta per 4-1 all'andata e vittoria per 7-0 al ritorno);
- Semifinale: eliminato il Tordera (sconfitta per 7-2 all'andata e vittoria per 10-1 al ritorno).

L'AFP Giovinazzo si qualificò alla finale con i seguenti risultati:
- Primo turno: eliminato il Cibeles (sconfitta per 5-4 all'andata e vittoria per 6-2 al ritorno);
- Quarti di finale: eliminato il Thunerstern (vittoria per 3-2 all'andata e per 5-0 al ritorno);
- Semifinale: eliminata la Juventude Viana (sconfitta per 7-2 all'andata e vittoria per 9-1 al ritorno).

## Tabellini

### Andata[1]
| Arbitro: | Carlos Pres |

|                                         |           |                                        |
| F. Girardelli ?'??" D. Martinazzo ?'??" | Marcatori | ?'??" ?'??" F. Frasca ?'??" A. Marolla |

| Amatori Vercelli  |  |                   |
|                   |  |                   |
| P                 |  | Francesco Fontana |
| E                 |  | Roberto Borrini   |
| E                 |  | Antonio Cesana    |
| E                 |  | Franco Girardelli |
| E                 |  | Daniel Martinazzo |
| E                 |  | Renzo Motaran     |
| E                 |  | Mauro Rollino     |
| P                 |  | Giuseppe Molteni  |
| Allenatore:       |  |                   |
| Alfredo Tarchetti |  |                   |

| AFP Giovinazzo   |  |                   |
|                  |  |                   |
| P                |  | Michele Caricato  |
| E                |  | Angelo Beltempo   |
| E                |  | Vincenzo Cannato  |
| E                |  | Antonio Caricato  |
| E                |  | Vincenzo De Palma |
| E                |  | Francesco Frasca  |
| E                |  | Angelo Marolla    |
| P                |  | Giuseppe Stufano  |
| Allenatore:      |  |                   |
| Antonio Caricato |  |                   |

### Ritorno[2]
| Arbitro: | Antonio Nunez |

|                                      |           |                                                                                               |
| A. Caricato 19'00" A. Marolla 26'00" | Marcatori | 0'39" ?'??" A. Cesana 18'00" D. Martinazzo 24'00" 25'00" F. Girardelli ?'??" ?'??" M. Rollino |

| AFP Giovinazzo   |  |                   |
|                  |  |                   |
| P                |  | Michele Caricato  |
| E                |  | Angelo Beltempo   |
| E                |  | Vincenzo Cannato  |
| E                |  | Antonio Caricato  |
| E                |  | Vincenzo De Palma |
| E                |  | Francesco Frasca  |
| E                |  | Angelo Marolla    |
| P                |  | Giuseppe Stufano  |
| Allenatore:      |  |                   |
| Antonio Caricato |  |                   |

| Amatori Vercelli  |  |                   |
|                   |  |                   |
| P                 |  | Francesco Fontana |
| E                 |  | Roberto Borrini   |
| E                 |  | Antonio Cesana    |
| E                 |  | Franco Girardelli |
| E                 |  | Daniel Martinazzo |
| E                 |  | Renzo Motaran     |
| E                 |  | Mauro Rollino     |
| P                 |  | Giuseppe Molteni  |
| Allenatore:       |  |                   |
| Alfredo Tarchetti |  |                   |